# آقای ترنر (فیلم)
آقای ترنر (به انگلیسی: Mr. Turner) نام فیلم درامِ زندگی‌نامه ویلیام ترنر نقاش بریتانیایی است که در سال ۲۰۱۴ به کارگردانی مایک لی ساخته شد. این فیلم موفق شد جایزهٔ بهترین بازیگر نقش اول مرد و بهترین فیلمبردار را از جشنواره فیلم کن ۲۰۱۴ نصیب تیموتی اسپال و دیک پاپ کند.

## خلاصه داستان
نقاش مشهور جی.ام. دبلیو. ترنر که به‌شدت تحت تأثیر مرگ پدرش قرار گرفته، مورد محبت هانا دنبی، خدمتکار خانه‌اش، قرار دارد. با این حال، ترنر به خانم بوث، صاحب یک مهمانخانه ساحلی، علاقه‌ای عمیق و عاشقانه پیدا می‌کند و سرانجام ناشناس در کنار او در چلسی زندگی می‌کند.
ترنر سفر می‌کند، نقاشی می‌کشد، در میان اشراف زندگی می‌کند، از فاحشه‌خانه‌ای دیدن می‌کند، عضوی محبوب اما بی‌نظم و غیرمتعارف در آکادمی سلطنتی هنرها است، و حتی برای نقاشی یک طوفان برفی، خودش را به دکل یک کشتی می‌بندد. او هم از سوی مردم و دربار تحسین می‌شود و هم مورد انتقاد قرار می‌گیرد.